# 三宝 (佛教)

三寶符號的佛教象征符號，見於公元前一世纪的桑吉佛塔

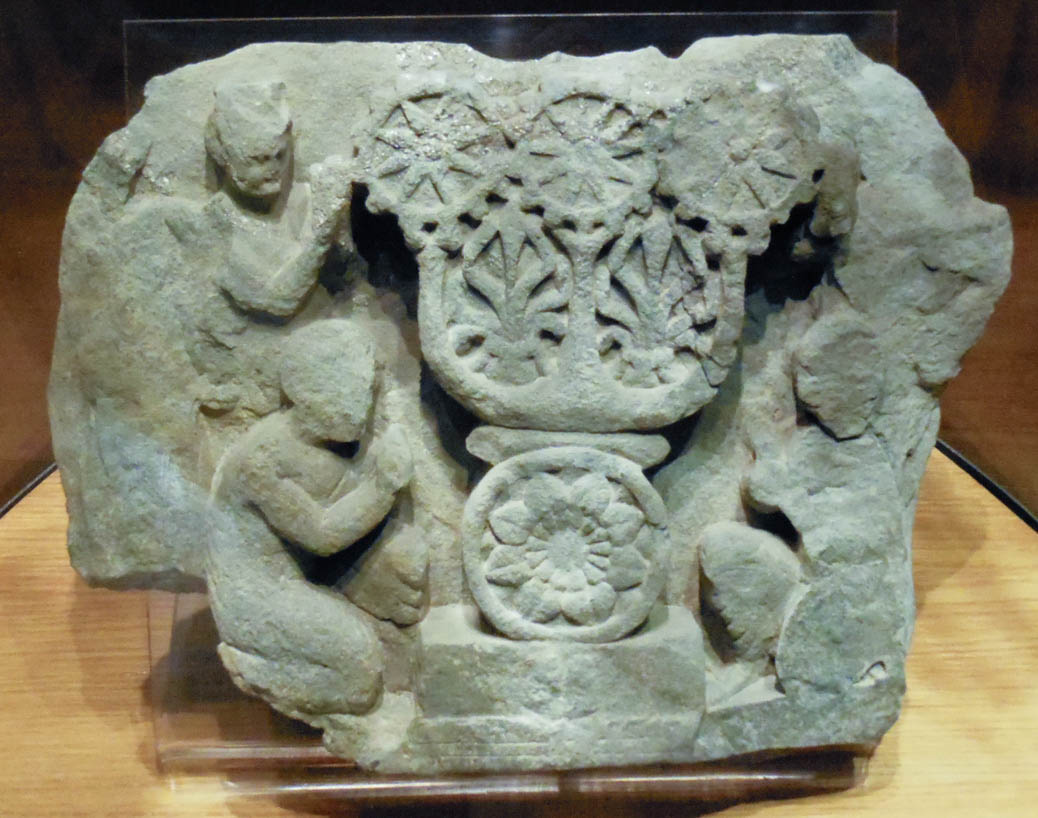
犍陀羅國三寶浮雕。

三宝（羅馬化：triratna，羅馬化：ratna-traya），指佛宝、法宝和僧宝，是佛教的最基本信仰和教义，即佛教的核心和基础。之所以称之为“宝”，因他們可以救度一切众生，可使之徹底离苦得乐。因为三宝是佛教的基础，所以皈依三宝是信仰佛教和成为佛教徒的前提和标志（参见下面的“皈依三寶”一节）。

## 三寶概說
三寶是佛教的教法和證法的核心。簡單地说，三寶指佛寶、法寶、僧寶。佛寶，指圓證佛道的本師釋迦牟尼佛，也泛指盡虛空、遍法界、十方三世一切諸佛；法寶，指佛的一切教法，包括三藏十二部經及八萬四千法門；僧寶，指依諸佛教法如實修行、弘傳佛法、度化眾生的出家沙門。

### 佛寶 (Buddha)
成就圓滿佛道，是為佛寶之機緣，换言之，佛宝为佛陀從覺悟中發展的心靈力量和圓滿智慧的德行。
1. 佛身
於無量阿僧祇劫，不惜身命，勤修六度萬行圓滿，獲一切種智，具足一切勝妙功德的佛果者。此佛身有三：法身、報身、應化身。
- 法身是諸佛的清淨無漏功德所依，為真如實相的理體，常住不滅，不增不減，不垢不淨。法身佛分二，光明法身佛和自性法身佛。成佛的大悲心，菩提心是光明法身，也是福德資糧成佛的法身。悟大悲心，菩提心緣起性空無自性的智慧也是光明法身，是智慧資糧成佛的法身。而空性所成的佛是自性法身佛。
- 報身是諸佛修集無量福慧資糧，顯現相好莊嚴的身相。
- 應化身是諸佛以不思議神通力，為了因應一切眾生的機緣，隨類變化，示現六道，攝受一切眾生於佛法生深信樂，逐漸證得道果的身相。

法身屬於真身，而報身和應化身都是由法身所現起的。

2. 佛德
成就佛果的諸佛具足十力、四無所畏、十八不共法、四無量心及壽命自在、神通自在等德相。綜言之，即是智、斷、恩三德。
- 智德，指佛的智慧圓滿。
- 斷德，指佛能斷盡一切煩惱惑業。
- 恩德，指佛有救度眾生的大願大能。

具足佛身、佛德的一切諸佛，才是真實的佛寶。一切諸佛，包括過去、現在、未來三世及東南西北、四維、上下等十方成就圓滿佛道的佛陀。

### 法寶 (Dharma)
諸佛之教法(各佛經、心法、手印、僧院、禪修)是為法寶，此亦有三個要素。
1. 以涅槃解脫、常樂我淨為體性
世間的種種煩惱，猶如毒熱塵穢，常使眾生陷於怖畏、痛苦、不自在的境界中，而諸佛的教法就像甘露法雨，能除滅一切毒熱塵穢，滋長一切善法種子，使眾生獲得清涼的涅槃解脫果實。
2. 以三十七菩提分法為方便，即：
- 四念處（四念住）：觀身不淨、觀受是苦、觀心無常、觀法無我。
- 四正勤：已生之惡令斷滅、未生之惡令不生、已生之善令增長、未生之善令生起。
- 四如意足（四神足）：欲如意足、精進如意足、念如意足、思惟如意足。
- 五根：信根、進根、念根、定根、慧根。
- 五力：信力、進力、念力、定力、慧力。
- 七覺分：擇法覺、精進覺、喜覺、輕安覺、捨覺、定覺、念覺。
- 八正道：正見、正思惟、正語、正業、正命、正精進、正念、正定。

共有三十七支人道的修行方法，作前項清淨法寶的方便助成，由此能證得清淨法身。
3. 以八萬四千法門為調伏眾生的甘露法藥
因為眾生的根行不等，攝受的法門就有千差萬別，但可概分為四悉檀教學法。
- 世界悉檀：即運用世間凡夫的思考方式、感覺、觀念等解說佛法的知見，使一般世俗人也能隨順修行，比如說持五戒十善可以往生善道，造五逆十惡便下墮三塗等。
- 為人悉檀：即依據眾生各別的根機和能力，因材施教，令其生起善根，而逐漸的悟入佛法正知見。
- 對治悉檀：即針對眾生的煩惱、應病設藥，如對治貪欲修不淨觀，對治瞋恚修慈心觀，對治愚痴修因緣觀，對治昏散修數息觀，對治我執修界分別觀，對治業障修念佛觀。
- 究竟悉檀：即破除一切的言說、文字，直顯諸法實相的理體，令利根眾生頓悟第一義。

前三種為權教，後一為實教，循循善誘，成就了十二分教，使一切眾生「閉惡趣門，開涅槃路」，得證解脫。
4. 佛法的六個特質（括號內為玄奘法師譯文）
- Svakkhato（現見）：1、簡單而且定義清楚，每個人都可以修練，不會有任何疑惑。2、修習正法的成果可以在此生當下看到，不必等到以後或來世。

- Sanditthiko（離熾燃）：修習正法後，必然可以達到煩惱的完全去除。

- Akaliko（應時）：正法可以在每一個行往坐臥之中實踐，不待時節。

- Ehi-passiko（引導）：ehi「來」passiko「看」，正法邀請你來親自求證，親身體驗真理。

- Opaneyyiko（唯此見）：這條道路是直的，每一步都越來越接近最終的目標，即解脫所有痛苦。

- Paccattamveditabbo vinnuhi（內所證）：能讓來自任何族群的人，只要有智慧和理性，都可以在自己的身體之內體驗到真理。即正法具有「普遍性」。

### 僧寶 (Sangha)
依著上述諸佛之教法，如實修行的在家居士、出家沙門，是為僧寶。
沙門，為梵語音譯，原指一切佛家修行的人，不論居家修行或出家修行，都稱做沙門。
亦指佛教的僧寶為沙門。
如，是契合。
實，是真實。
真實的教法，能契合真實的道理，依此修行，便能斷一切諸惡，攝一切諸善，就是如實修行了。而僧寶也可略分為四種：
- 沙門僧(如來相)：即諸佛如法而住於世間，隨眾生的機緣和悟境顯現差別相，而其實相不可親見、不可捉持、不可破壞、不可思議，為一切眾生的良祐福田。
- 賢聖僧(菩薩相)：為見道位以上的賢聖。若在小乘，指證得初果以上的境界，大乘指初發心住以上的菩薩。
- 福田僧(阿羅漢相)：指前世修行沙門，雖然未證道果，但亦能庇蔭眾生，能給予眾生安穩快樂，所以是眾生種福田的處所。
- 義僧(金剛相)：指誠心修行佛道，不動凡心，專心求佛。入佛門，守持三寶之僧人、居士，皆為此相。

## 其它說法
1. 另外在大乘起信論中，所說的佛、法、僧三寶，涵義亦與上述說法相同：

- 佛寶：「最勝業遍知，色無礙自在，救世大悲者」。形容佛智、佛身、佛德。　
- 法寶：「及彼身體相，法性真如海，無量功德藏」。形容法身體性為真如平等，不增不減毫無變異，又具足無量恆沙功德，能滿足一切淨法，使眾生獲證涅槃，離苦得樂。　　
- 僧寶：「如實修行等」。指一切依法如實修行的賢聖僧與凡夫僧。

1. 其次在現有的文字歷史上，有釋迦牟尼佛應化於世間，為一切凡夫眾生親見佛身；有佛所說的教法，及依法出家修行的僧，稱之為「化相三寶」。
2. 後來凡夫誤以為佛已入滅，不再重履世間、便作種種的佛相，如木雕、泥塑、石刻、紙繪等，以供禮敬；結集佛的教法載於典籍，以供流佈；依此典籍教制而出家，自行化他，使得正法常住於世間，稱之為「住持三寶」。

然而，實際上三寶本就常住不滅，惟依眾生根行機緣及證道的層次，其感得的三寶自然有所差別了。換句話說，化相三寶永遠存在，住持三寶卻有可能隨著時代變遷而湮沒，但如住持三寶中的僧寶有一人成佛，就成為化相三寶了。

## 三寶威德
三寶的威德十分殊勝，它能使一切眾生遠雜苦惱，破除邪見惡念，消減無始以來種種的我執习气，是世間的明燈，真正的皈依處。三寶的威德，無法用語言文字形容，亦且不可擬議思量，其理有：
1. 能破惡業障道
未皈依三寶之前，人生猶如大海中的舟船，缺乏導航的人和羅盤，必將漂流沈沒，永遠沒有靠岸的時候。一切眾生被煩惱繫縛，流轉於三界六道，無有窮盡，現在藉著皈依三寶的勝緣，產生了防阻惡業的勢能，逆流而上，一念始覺生起，分分除斷煩惱，如舟船喜獲導航人和精密的羅盤，終於安穩地航入港灣。　
2. 能獲護祐加持
因眾生於生死中，常遭遇許多苦難，不能自拔，就像被狂暴的怨賊所侵害，無法逃脫而心生恐懼，現在皈依三寶，依怙三寶功德的護祐加持，使苦難怨賊捨怨心順，不復作出損害諸事，而令眾生吉祥安樂。　
3. 能除邪見惡念
眾生不能解脫的原因，是由于邪見惡念不除，且不斷地造就新業，如貧苦的人又不勤奮營生，致貧上加貧，潦倒一生，而三寶是蔽衣內的明珠，適時解除危厄，令眾生歡喜踴躍，重新振作，於是翻邪歸正，斷惡修善，達成轉迷成悟的道果。
4. 能消滅我執习气
無始以來，一切眾生因一念無明不覺，執取身心為我，復由此我執的起念造作，累積無量無數的习气，形成了六道輪轉的勢能，今由皈依三寶，而將此我執消溶，习气滅除，使得身心清淨，覺性顯發。

## 皈依三寶
皈依是「皈」（歸）投「依」靠的意思，也含有救濟、救護之義。凡是修學佛法者，便可皈依三寶。皈依三寶必須心誠意正，堅信自身亦可成佛，然後發大誓願，精進修行，如此才能與三寶的精神相應。

### 心態
從三寶的內涵及其威德來看，可知皈依三寶並非只是形式上的皈依，而是從心徹底的仰信出發，並深切體會三寶確為世間最珍貴的寶物，能令眾生出離生死、入不思議解脫境界。故在心態上，必須做到心誠意正，相信自身具足佛性，亦可成佛。因此皈依時的至誠懇切，把自己的身心歸向三寶、融入三寶，是十分重要的。
是故由信心生愛敬，由愛敬而皈依，「信解觀察，供養皈依」，是上求無上佛道，最初一念照破無明痴暗的覺性作用。這個覺性即「一切眾生皆有佛性」的佛性。那麼，由相信、認識自心佛性，到修行成佛的思惟，應當是如何呢？《觀無量壽經》中提到：
- 「諸佛如來是法界身，遍入一切眾生心想中。」
- 「是心作佛，是心是佛，諸佛正遍知海從心想生。」

是故，觀十方諸佛成就的條件，必先由觀自心佛性的成就開始，這才是皈依三寶的本意：皈依自性三寶。《六祖壇經》所謂「佛者，覺也。法者，正也。僧者，淨也」，即說自性中蘊含三寶的理，如一念迷，自性三寶不能顯發，就是凡夫。一念悟，自性三寶全體顯發，就是佛。因此一切修行均應「銷歸自性」，見性，即成佛道。如達摩祖師所開示 : 見性即是佛，不見性即是眾生。

### 方式
在皈依的方式上，首應發大誓願，然後精進修行。大誓願即四弘誓願，是依觀察四諦的真實，憐愍一切，起大悲心：
1. 眾生無邊誓願度：觀察世間諸苦的逼迫，欲令一切眾生出離苦海，即「未度苦諦，令度苦諦」。　
2. 煩惱無盡誓願斷：觀察諸苦都由煩惱所招感，欲令一切眾生永斷煩惱，同獲解脫，即「未解集諦，令解集諦」。
3. 法門無量誓願學：為了自行化他，應遍學一切法門，即「未安道諦，令安道諦」。
4. 佛道無上誓願成：自行化他的究竟在於證得涅槃安樂的境界，即「未證滅諦，令證滅諦」。
發此四弘誓願，又名發菩提心，若此願心不發，則道業將不堅固，容易退失疑悔。依此大願心的驅使，將沈浸於「法」的喜悅中，則能精進修行五門：布施、持戒、忍辱、精進、止觀。
此五門足與三寶的精神內涵相應，成就了「修證三寶」—體證真如法性，得一切種智，為佛寶。具足萬行法門，為法寶。清淨自在，為僧寶。如此，才真正得到三寶的利益。

## 外部連結
- 自行化他聲帶
- 求授三皈依儀軌（中、英、巴利語對照）
- 佛光教科書第一冊 -- 佛法僧三寶
- 皈依的意義